# Alberto Gandossi
Alberto Gandossi (Bergamo, 31 de enero de 1933 - 15 de octubre de 2000) fue un piloto de motociclismo italiano que compitió en el Campeonato del Mundo de Motociclismo, desde 1956 hasta 1960.

## Biografía
Antes del Mundial, Gandessi adquirió experiencia como piloto de Ducati en otras afamadas carreras de su tiempo, como la Milano-Taranto o el Motogiro d'Italia. Ganaría estas dos carreras en 1956.
Gandossi será recordado por el subcampeonato en 1958 de 125cc a bordo de una Ducati por detrás de Carlo Ubbiali, venciendo en dos grandes Premios. Compitió dos años más tarde. En esta ocasión, lo hizo con una MZ donde consiguió otro podio en el Gran Premio de los Países Bajos.

## Resultados en el Campeonato del Mundo
Sistema de puntuación desde 1950 hasta 1968:
| Posición | 1.º | 2.º | 3.º | 4.º | 5.º | 6.º |
| Puntos   | 8   | 6   | 4   | 3   | 2   | 1   |

### Carreras por año
(Clave) (negrita indica pole position) (cursiva indica vuelta rápida)

| Año  | Cilindrada | Equipo | 1     | 2     | 3     | 4       | 5     | 6       | 7       | Pts. | Pos. |
| ---- | ---------- | ------ | ----- | ----- | ----- | ------- | ----- | ------- | ------- | ---- | ---- |
| 1956 | 125cc      | Ducati | IOM - | NED - | BEL - | GER -   | ULS - | NAT 7   |         | 0    | -    |
| 1957 | 125cc      | Ducati | GER - | IOM - | NED - | BEL -   | ULS - | NAT Ret |         | 0    | -    |
| 1958 | 125cc      | Ducati | IOM - | NED 4 | BEL 1 | GER Ret | SWE 1 | ULS 4   | NAT 2   | 25   | 2.º  |
| 1960 | 125cc      | MZ     |       | IOM - | NED 3 | BEL 11  |       | ULS Ret | NAT Ret | 4    | 8.º  |
| 1960 | 250cc      | MZ     |       | IOM - | NED - | BEL -   | GER - | ULS -   | NAT 11  | 0    | -    |